# Bullhead
Bullhead — третій студійний альбом американського рок-гурту Melvins, випущений у 1991 році на Boner Records. Альбому притаманні більш довгі пісні, ніж на попередніх альбомах, де вони тривали менше двох-трьох хвилин.

## Випуск
Bullhead був випущений, у 1991 році, на вінілі, компакт-диску та касеті. Лейбл Boner Records перевидав його на вінілі у 2015 році в парі з попереднім альбомом Ozma.

## Відгуки та спадщина
Японський експериментальний гурт Boris отримав назву від першого треку альбому.
Газета Richmond Times-Dispatch писала: «інтенсивність шуму, що складається з трьох частин Сіетла, продовжує дивувати».
У 2017 році журнал «Rolling Stone», під № 60, включив Bullhead до списку «100 найкращих метал-альбомів усіх часів». Вони вважали, що альбом оголосив Melvins як метал-гурт, посилаючись на довші пісні, більш точне відчуття та «не таке підсмажене» продюсування як причини.
Журнал також відзначив, що "оптимістичний рух пісні «Your Blessened» заклав шлях для майбутніх металевих гуртів, таких як: Baroness і Torche.

## Треклист
Автор музики і слів Базз Осборн. 
| #     | Назва                  | Тривалість |
| ----- | ---------------------- | ---------- |
| 1.    | «Boris»                | 8:34       |
| 2.    | «Anaconda»             | 2:23       |
| 3.    | «Ligature»             | 3:49       |
| 4.    | «It's Shoved»          | 2:35       |
| 5.    | «Zodiac»               | 4:14       |
| 6.    | «If I Had an Exorcism» | 3:07       |
| 7.    | «Your Blessened»       | 5:39       |
| 8.    | «Cow»                  | 4:31       |
| 34:52 |                        |            |

## Учасники запису
Melvins
- Базз Осборн — вокал, гітара
- Лорі Блек — бас
- Дейл Кровер — ударні

Технічні учасники
- Джонатан Бернсайд — продюсер, інженер